# Prayer in C
Prayer in C is een nummer van de Franse folkband Lilly Wood & The Prick, afkomstig van hun album Invincible Friends uit 2010. In 2014 werd door de Duitse dj en producer Robin Schulz een remix van het nummer uitgebracht als single. Deze single bereikte een eerste plaats in de Nederlandse Single Top 100 en de Vlaamse Ultratop 50.

## Hitnoteringen

### Nederlandse Top 40
| Hitnotering: 05-07-2014 t/m 03-01-2015 | Hitnotering: 05-07-2014 t/m 03-01-2015 | Hitnotering: 05-07-2014 t/m 03-01-2015 | Hitnotering: 05-07-2014 t/m 03-01-2015 | Hitnotering: 05-07-2014 t/m 03-01-2015 | Hitnotering: 05-07-2014 t/m 03-01-2015 | Hitnotering: 05-07-2014 t/m 03-01-2015 | Hitnotering: 05-07-2014 t/m 03-01-2015 | Hitnotering: 05-07-2014 t/m 03-01-2015 | Hitnotering: 05-07-2014 t/m 03-01-2015 | Hitnotering: 05-07-2014 t/m 03-01-2015 | Hitnotering: 05-07-2014 t/m 03-01-2015 | Hitnotering: 05-07-2014 t/m 03-01-2015 | Hitnotering: 05-07-2014 t/m 03-01-2015 | Hitnotering: 05-07-2014 t/m 03-01-2015 |
| Week:                                  | 1                                      | 2                                      | 3                                      | 4                                      | 5                                      | 6                                      | 7                                      | 8                                      | 9                                      | 10                                     | 11                                     | 12                                     | 13                                     | 14                                     |
| -------------------------------------- | -------------------------------------- | -------------------------------------- | -------------------------------------- | -------------------------------------- | -------------------------------------- | -------------------------------------- | -------------------------------------- | -------------------------------------- | -------------------------------------- | -------------------------------------- | -------------------------------------- | -------------------------------------- | -------------------------------------- | -------------------------------------- |
| Positie:                               | 21                                     | 11                                     | 6                                      | 3                                      | 3                                      | 1                                      | 1                                      | 1                                      | 1                                      | 2                                      | 2                                      | 2                                      | 3                                      | 3                                      |
| Week:                                  | 15                                     | 16                                     | 17                                     | 18                                     | 19                                     | 20                                     | 21                                     | 22                                     | 23                                     | 24                                     | 25                                     | 26                                     |                                        |                                        |
| Positie:                               | 5                                      | 7                                      | 7                                      | 8                                      | 10                                     | 13                                     | 15                                     | 17                                     | 22                                     | 25                                     | 29                                     | 33                                     | uit                                    |                                        |

### NederlandseSingle Top 100
| Hitnotering: 21-06-2014 t/m 05-09-2015 | Hitnotering: 21-06-2014 t/m 05-09-2015 | Hitnotering: 21-06-2014 t/m 05-09-2015 | Hitnotering: 21-06-2014 t/m 05-09-2015 | Hitnotering: 21-06-2014 t/m 05-09-2015 | Hitnotering: 21-06-2014 t/m 05-09-2015 | Hitnotering: 21-06-2014 t/m 05-09-2015 | Hitnotering: 21-06-2014 t/m 05-09-2015 | Hitnotering: 21-06-2014 t/m 05-09-2015 | Hitnotering: 21-06-2014 t/m 05-09-2015 | Hitnotering: 21-06-2014 t/m 05-09-2015 | Hitnotering: 21-06-2014 t/m 05-09-2015 | Hitnotering: 21-06-2014 t/m 05-09-2015 | Hitnotering: 21-06-2014 t/m 05-09-2015 | Hitnotering: 21-06-2014 t/m 05-09-2015 | Hitnotering: 21-06-2014 t/m 05-09-2015 | Hitnotering: 21-06-2014 t/m 05-09-2015 | Hitnotering: 21-06-2014 t/m 05-09-2015 | Hitnotering: 21-06-2014 t/m 05-09-2015 | Hitnotering: 21-06-2014 t/m 05-09-2015 | Hitnotering: 21-06-2014 t/m 05-09-2015 | Hitnotering: 21-06-2014 t/m 05-09-2015 |
| Week:                                  | 1                                      | 2                                      | 3                                      | 4                                      | 5                                      | 6                                      | 7                                      | 8                                      | 9                                      | 10                                     | 11                                     | 12                                     | 13                                     | 14                                     | 15                                     | 16                                     | 17                                     | 18                                     | 19                                     | 20                                     |                                        |
| -------------------------------------- | -------------------------------------- | -------------------------------------- | -------------------------------------- | -------------------------------------- | -------------------------------------- | -------------------------------------- | -------------------------------------- | -------------------------------------- | -------------------------------------- | -------------------------------------- | -------------------------------------- | -------------------------------------- | -------------------------------------- | -------------------------------------- | -------------------------------------- | -------------------------------------- | -------------------------------------- | -------------------------------------- | -------------------------------------- | -------------------------------------- | -------------------------------------- |
| Positie:                               | 35                                     | 9                                      | 4                                      | 1                                      | 1                                      | 1                                      | 1                                      | 1                                      | 1                                      | 2                                      | 2                                      | 2                                      | 2                                      | 2                                      | 2                                      | 4                                      | 6                                      | 5                                      | 5                                      | 9                                      |                                        |
| Week:                                  | 21                                     | 22                                     | 23                                     | 24                                     | 25                                     | 26                                     | 27                                     | 28                                     | 29                                     | 30                                     | 31                                     | 32                                     | 33                                     | 34                                     | 35                                     | 36                                     | 37                                     | 38                                     | 39                                     | 40                                     |                                        |
| Positie:                               | 10                                     | 14                                     | 16                                     | 16                                     | 20                                     | 21                                     | 27                                     | 26                                     | 21                                     | 21                                     | 32                                     | 33                                     | 34                                     | 40                                     | 47                                     | 39                                     | 38                                     | 38                                     | 44                                     | 56                                     |                                        |
| Week:                                  | 41                                     | 42                                     | 43                                     | 44                                     | 45                                     | 46                                     | 47                                     | 48                                     | 49                                     | 50                                     | 51                                     | 52                                     | 53                                     | 54                                     | 55                                     | 56                                     | 57                                     | 58                                     | 59                                     | 60                                     |                                        |
| Positie:                               | 58                                     | 57                                     | 57                                     | 59                                     | 57                                     | 62                                     | 65                                     | 64                                     | 67                                     | 69                                     | 73                                     | 68                                     | 71                                     | 70                                     | 67                                     | 63                                     | 68                                     | 70                                     | 77                                     | 75                                     |                                        |
| Week:                                  | 61                                     | 62                                     | 63                                     | 64                                     |                                        |                                        |                                        |                                        |                                        |                                        |                                        |                                        |                                        |                                        |                                        |                                        |                                        |                                        |                                        |                                        |                                        |
| Positie:                               | 73                                     | 77                                     | 85                                     | 100                                    | uit                                    |                                        |                                        |                                        |                                        |                                        |                                        |                                        |                                        |                                        |                                        |                                        |                                        |                                        |                                        |                                        |                                        |

### 3FM Mega Top 50
| Hitnotering: 21-06-2014 t/m 03-01-2015 | Hitnotering: 21-06-2014 t/m 03-01-2015 | Hitnotering: 21-06-2014 t/m 03-01-2015 | Hitnotering: 21-06-2014 t/m 03-01-2015 | Hitnotering: 21-06-2014 t/m 03-01-2015 | Hitnotering: 21-06-2014 t/m 03-01-2015 | Hitnotering: 21-06-2014 t/m 03-01-2015 | Hitnotering: 21-06-2014 t/m 03-01-2015 | Hitnotering: 21-06-2014 t/m 03-01-2015 | Hitnotering: 21-06-2014 t/m 03-01-2015 | Hitnotering: 21-06-2014 t/m 03-01-2015 | Hitnotering: 21-06-2014 t/m 03-01-2015 | Hitnotering: 21-06-2014 t/m 03-01-2015 | Hitnotering: 21-06-2014 t/m 03-01-2015 | Hitnotering: 21-06-2014 t/m 03-01-2015 | Hitnotering: 21-06-2014 t/m 03-01-2015 | Hitnotering: 21-06-2014 t/m 03-01-2015 | Hitnotering: 21-06-2014 t/m 03-01-2015 | Hitnotering: 21-06-2014 t/m 03-01-2015 | Hitnotering: 21-06-2014 t/m 03-01-2015 | Hitnotering: 21-06-2014 t/m 03-01-2015 |
| Week:                                  | 1                                      | 2                                      | 3                                      | 4                                      | 5                                      | 6                                      | 7                                      | 8                                      | 9                                      | 10                                     | 11                                     | 12                                     | 13                                     | 14                                     | 15                                     | 16                                     | 17                                     | 18                                     | 19                                     | 20                                     |
| -------------------------------------- | -------------------------------------- | -------------------------------------- | -------------------------------------- | -------------------------------------- | -------------------------------------- | -------------------------------------- | -------------------------------------- | -------------------------------------- | -------------------------------------- | -------------------------------------- | -------------------------------------- | -------------------------------------- | -------------------------------------- | -------------------------------------- | -------------------------------------- | -------------------------------------- | -------------------------------------- | -------------------------------------- | -------------------------------------- | -------------------------------------- |
| Positie:                               | 40                                     | 18                                     | 3                                      | 2                                      | 1                                      | 1                                      | 1                                      | 1                                      | 1                                      | 1                                      | 2                                      | 2                                      | 2                                      | 3                                      | 4                                      | 5                                      | 7                                      | 8                                      | 11                                     | 14                                     |
| Week:                                  | 21                                     | 22                                     | 23                                     | 24                                     | 25                                     | 26                                     | 27                                     | 28                                     | 29                                     |                                        |                                        |                                        |                                        |                                        |                                        |                                        |                                        |                                        |                                        |                                        |
| Positie:                               | 14                                     | 14                                     | 18                                     | 24                                     | 38                                     | 39                                     | 42                                     | 44                                     | 45                                     | uit                                    |                                        |                                        |                                        |                                        |                                        |                                        |                                        |                                        |                                        |                                        |

### VlaamseUltratop 50
| Hitnotering: (Week 1 t/m 26) 28-06-2014 t/m 20-12-2014 Hitnotering: (Week 27 t/m 28) 03-01-2015 t/m 10-01-2015 | Hitnotering: (Week 1 t/m 26) 28-06-2014 t/m 20-12-2014 Hitnotering: (Week 27 t/m 28) 03-01-2015 t/m 10-01-2015 | Hitnotering: (Week 1 t/m 26) 28-06-2014 t/m 20-12-2014 Hitnotering: (Week 27 t/m 28) 03-01-2015 t/m 10-01-2015 | Hitnotering: (Week 1 t/m 26) 28-06-2014 t/m 20-12-2014 Hitnotering: (Week 27 t/m 28) 03-01-2015 t/m 10-01-2015 | Hitnotering: (Week 1 t/m 26) 28-06-2014 t/m 20-12-2014 Hitnotering: (Week 27 t/m 28) 03-01-2015 t/m 10-01-2015 | Hitnotering: (Week 1 t/m 26) 28-06-2014 t/m 20-12-2014 Hitnotering: (Week 27 t/m 28) 03-01-2015 t/m 10-01-2015 | Hitnotering: (Week 1 t/m 26) 28-06-2014 t/m 20-12-2014 Hitnotering: (Week 27 t/m 28) 03-01-2015 t/m 10-01-2015 | Hitnotering: (Week 1 t/m 26) 28-06-2014 t/m 20-12-2014 Hitnotering: (Week 27 t/m 28) 03-01-2015 t/m 10-01-2015 | Hitnotering: (Week 1 t/m 26) 28-06-2014 t/m 20-12-2014 Hitnotering: (Week 27 t/m 28) 03-01-2015 t/m 10-01-2015 | Hitnotering: (Week 1 t/m 26) 28-06-2014 t/m 20-12-2014 Hitnotering: (Week 27 t/m 28) 03-01-2015 t/m 10-01-2015 | Hitnotering: (Week 1 t/m 26) 28-06-2014 t/m 20-12-2014 Hitnotering: (Week 27 t/m 28) 03-01-2015 t/m 10-01-2015 | Hitnotering: (Week 1 t/m 26) 28-06-2014 t/m 20-12-2014 Hitnotering: (Week 27 t/m 28) 03-01-2015 t/m 10-01-2015 | Hitnotering: (Week 1 t/m 26) 28-06-2014 t/m 20-12-2014 Hitnotering: (Week 27 t/m 28) 03-01-2015 t/m 10-01-2015 | Hitnotering: (Week 1 t/m 26) 28-06-2014 t/m 20-12-2014 Hitnotering: (Week 27 t/m 28) 03-01-2015 t/m 10-01-2015 | Hitnotering: (Week 1 t/m 26) 28-06-2014 t/m 20-12-2014 Hitnotering: (Week 27 t/m 28) 03-01-2015 t/m 10-01-2015 | Hitnotering: (Week 1 t/m 26) 28-06-2014 t/m 20-12-2014 Hitnotering: (Week 27 t/m 28) 03-01-2015 t/m 10-01-2015 | Hitnotering: (Week 1 t/m 26) 28-06-2014 t/m 20-12-2014 Hitnotering: (Week 27 t/m 28) 03-01-2015 t/m 10-01-2015 | Hitnotering: (Week 1 t/m 26) 28-06-2014 t/m 20-12-2014 Hitnotering: (Week 27 t/m 28) 03-01-2015 t/m 10-01-2015 | Hitnotering: (Week 1 t/m 26) 28-06-2014 t/m 20-12-2014 Hitnotering: (Week 27 t/m 28) 03-01-2015 t/m 10-01-2015 | Hitnotering: (Week 1 t/m 26) 28-06-2014 t/m 20-12-2014 Hitnotering: (Week 27 t/m 28) 03-01-2015 t/m 10-01-2015 | Hitnotering: (Week 1 t/m 26) 28-06-2014 t/m 20-12-2014 Hitnotering: (Week 27 t/m 28) 03-01-2015 t/m 10-01-2015 |
| Week: | 1 | 2 | 3 | 4 | 5 | 6 | 7 | 8 | 9 | 10 | 11 | 12 | 13 | 14 | 15 | 16 | 17 | 18 | 19 | 20 |
| --- | --- | --- | --- | --- | --- | --- | --- | --- | --- | --- | --- | --- | --- | --- | --- | --- | --- | --- | --- | --- |
| Positie: | 26 | 2 | 1 | 1 | 1 | 1 | 1 | 1 | 2 | 2 | 3 | 3 | 3 | 3 | 5 | 8 | 9 | 13 | 19 | 22 |
| Week: | 21 | 22 | 23 | 24 | 25 | 26 | | 27 | 28 | | | | | | | | | | | |
| Positie: | 28 | 28 | 42 | 46 | 46 | 46 | uit | 40 | 39 | uit | | | | | | | | | | |

### VlaamseRadio 2 Top 30
| Hitnotering: 02-08-2014 t/m | Hitnotering: 02-08-2014 t/m | Hitnotering: 02-08-2014 t/m | Hitnotering: 02-08-2014 t/m | Hitnotering: 02-08-2014 t/m | Hitnotering: 02-08-2014 t/m | Hitnotering: 02-08-2014 t/m | Hitnotering: 02-08-2014 t/m | Hitnotering: 02-08-2014 t/m | Hitnotering: 02-08-2014 t/m | Hitnotering: 02-08-2014 t/m | Hitnotering: 02-08-2014 t/m | Hitnotering: 02-08-2014 t/m | Hitnotering: 02-08-2014 t/m | Hitnotering: 02-08-2014 t/m | Hitnotering: 02-08-2014 t/m | Hitnotering: 02-08-2014 t/m | Hitnotering: 02-08-2014 t/m | Hitnotering: 02-08-2014 t/m | Hitnotering: 02-08-2014 t/m | Hitnotering: 02-08-2014 t/m |
| Week:                       | 1                           | 2                           | 3                           | 4                           | 5                           | 6                           | 7                           | 8                           | 9                           | 10                          | 11                          | 12                          | 13                          | 14                          | 15                          | 16                          | 17                          | 18                          | 19                          | 20                          |
| --------------------------- | --------------------------- | --------------------------- | --------------------------- | --------------------------- | --------------------------- | --------------------------- | --------------------------- | --------------------------- | --------------------------- | --------------------------- | --------------------------- | --------------------------- | --------------------------- | --------------------------- | --------------------------- | --------------------------- | --------------------------- | --------------------------- | --------------------------- | --------------------------- |
| Positie:                    | 22                          | 11                          | 3                           | 2                           | 2                           | 3                           | 4                           |                             |                             |                             |                             |                             |                             |                             |                             |                             |                             |                             |                             |                             |